# Lingua coreana
Il coreano è una lingua parlata nella penisola coreana. I nomi locali sono Chosŏnŏ (조선어?, 朝鮮語?) o Chosŏnmal (조선말?, 朝鮮말?) in Corea del Nord, e Hangug-eo (한국어?, 韓國語?) o Hangungmal (한국말?, 韓國말?) in Corea del Sud. I diversi nomi derivano dalle diverse denominazioni assegnate dalla Corea del Nord e dalla Corea del Sud al loro Paese.
Al 2022, è parlata da 81,7 milioni di parlanti totali.

## Classificazione linguistica
La classificazione della lingua coreana è un tema discusso: taluni sostengono l'appartenenza del coreano al gruppo delle lingue nipponiche, altri che sia legata alle lingue altaiche, ma anche che si possa trattare di una lingua isolata.
Il coreano condivide notevoli tratti in comune con il giapponese dal punto di vista strutturale e grammaticale (anche se non sussistono praticamente somiglianze lessicali). L'appartenenza alle lingue nipponiche è dibattuta, ma rifiutata dalla maggior parte dei linguisti.
La tesi del coreanista tedesco Andre Eckardt, secondo la quale la lingua coreana sarebbe imparentata con le lingue indoeuropee, che ha avuto diversi tentativi di dimostrazione con la somiglianza a prima vista di 500 vocaboli, non è più accettata dalla maggior parte degli studiosi.
Anche una parentela con il cinese è presente. Infatti, l'espansione culturale dell'epoca Han ha esercitato un'enorme influenza nelle aree circostanti. Quasi metà del lessico coreano moderno (come i cognomi) sono dei prestiti dalla lingua cinese, sebbene rappresentino solo circa un decimo del vocabolario di base.
Anche se la teoria che il coreano possa essere inserito nel gruppo delle lingue altaiche ha progressivamente perduto sostenitori, i seguenti sono i tratti comuni portati a sostegno di questa teoria:
1. armonia vocalica nella formazione delle parole
2. restrizione del sistema consonantico ad inizio parola
3. agglutinazione
4. mancanza di alternanza vocale - consonante
5. mancanza di pronomi, di pronomi relativi e di congiunzioni
6. presenza di forme verbali composte

## Storia
Lo sviluppo del coreano si suddivide tradizionalmente in quattro fasi:
- coreano antico (고대 한국어?, 古代韓國語?, Godae han-gug-eoLR, fino al 918): il primo stadio documentato della lingua, durato fino alla caduta del Silla unificato, sebbene taluni vi includano anche alcune iscrizioni precedenti risalenti al Silla durante il periodo dei Tre regni. Gli studiosi non concordano se le lingue scarsamente documentate del Goguryeo, del Baekje e della confederazione di Gaya fossero dialetti del coreano antico o lingue indipendenti.[17]
- coreano medio (중세 한국어?, 中世韓國語?, Jungse han-gug-eoLR, 918-1600): spesso suddiviso in primo coreano medio (fino al 1392, quando regnava la dinastia di Goryeo) e tardo coreano medio (dal 1392 al 1600 circa, durante il regno di Joseon). Nel 1446 venne introdotto l'alfabeto hangeul.
- primo coreano moderno (근세 한국어?, 近世韓國語?, Geunse han-gug-eoLR, XVII-XIX secolo)
- coreano moderno (근현대 한국어?, 近現代韓國語?, Geunhyeondae han-gug-eoLR, dal XX secolo)

Nam Pung-hyun sostiene che la distinzione tra coreano antico e coreano medio vada spostata più avanti, al periodo delle invasioni mongole della Corea (1231-1270). Divide pertanto il periodo del coreano antico in primo (Tre regni), medio (Silla unificato) e tardo (primo Goryeo).

### Coreano antico
La semantica del coreano antico appare in una stele in lingua cinese classica ritrovata in Corea e datata 441 o 501. La sua sintassi e i suoi morfemi sono documentati per la prima volta nei testi del Silla dal medio al tardo VI secolo, ma il loro uso divenne più esteso dopo l'unificazione della penisola. Infatti, quando il regno di Silla sottomise nel 668 gli altri regni coreani e raggiunse l'egemonia sulla regione, si iniziò a parlare una lingua comune che costituì il coreano antico, il quale rappresenta il primo stadio documentato di coreano. Il coreano medio e, di conseguenza, il coreano moderno, sono discendenti diretti del coreano antico parlato nel Silla. Sono sopravvissuti pochi dati sulle lingue del Baekje e del Goguryeo, ma la maggior parte dei linguisti concorda che fossero imparentate con quella del loro conquistatore.

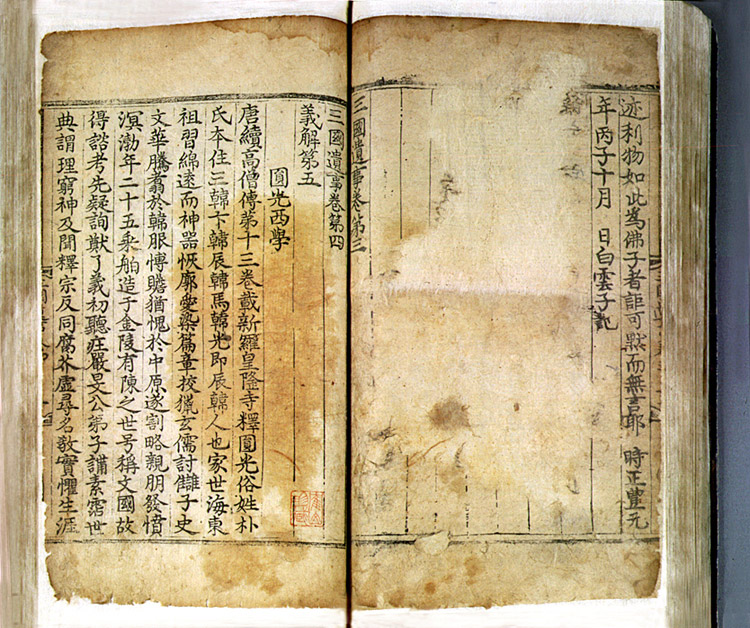
Il Samguk yusa.

La lingua scritta di Silla sopravvive quasi esclusivamente nei componimenti hyangga riportati nel Samguk yusa del monaco Il-yeon (1285). La fonologia non può essere stabilita con assoluta certezza e il suo studio si basa prevalentemente sul rintracciare gli elementi fonologici del coreano medio. Le somiglianze tra il sino-coreano del XV secolo e il cinese medio suggeriscono che il coreano antico avesse una qualche forma di soprasegmentali coerenti con quelle del cinese medio, e forse un sistema tonale simile a quello del coreano medio. Altri linguisti sostengono invece che in origine la prosodia fosse più semplice di quella del coreano medio, e che i toni siano stati adottati in un secondo momento sotto l'influenza cinese. La scrittura prendeva in prestito i caratteri cinesi che meglio si adattavano alla semantica o fonetica coreana, e li riordinava secondo la sintassi coreana.
La fine del coreano antico è tradizionalmente associata al cambiamento dell'assetto politico della regione avvenuto nel X secolo, quando la penisola, che si era nuovamente divisa nei Tre regni posteriori, venne riunificata sotto la dinastia Goryeo. Nel 2003, il linguista sudcoreano Nam Pung-hyun ha sostenuto che il periodo del coreano antico dovrebbe essere esteso fino alla metà del XIII secolo, in virtù delle somiglianze grammaticali tra i testi del periodo Silla e le glosse pre-XIII secolo, che contrastano con le strutture delle glosse successive al XIII secolo e del coreano medio del XV secolo.

### Coreano medio

Parte dello Hunminjeongeum, il documento che spiega il funzionamento dell'alfabeto coreano.

Lo sviluppo del coreano medio iniziò circa nel X secolo. Fino all'introduzione dell'alfabeto coreano (hangeul) nel XV secolo, i documenti linguistici sono solo frammentari e redatti nell'allora comune scrittura cinese classica, in particolare usando i sistemi arcaici idu e hyangchal. I testi successivi all'implementazione dell'alfabeto descrivono invece la fonologia e la morfologia con dovizia di dettagli, mentre non sono altrettanto informativi sulla sintassi coreana, poiché tendono a usare uno stile ampolloso influenzato dal cinese classico.
Le lettere dell'alfabeto hangeul corrispondono strettamente ai fonemi del tardo coreano medio. Il triangolo vocalico era rigido e divideva le vocali in tre gruppi: yang ("luminoso"), che comprendeva a, o e wo; yin ("buio"), in cui erano incluse e, u e wu; neutrale, per la sola i. Il loro preciso valore fonetico è argomento di controversia, così come la dimensione fonetica alla base dell'armonia vocalica: taluni suggeriscono che fosse basata sull'altezza delle vocali, mentre altri la attribuiscono allo stato avanzato o retratto della radice della lingua.
I primi testi in hangeul distinguono tre contorni intonativi su ciascuna sillaba: basso (non contrassegnato), alto (contrassegnato da un punto) e ascendente (contrassegnato da due punti). Il tono ascendente potrebbe aver avuto una durata più lunga, e si ritiene che sia derivato dalla contrazione di una coppia di sillabe con tono basso e alto. I testi in tardo coreano medio non mostrano chiare distinzioni dopo il primo tono alto o ascendente all'interno di una parola, suggerendo che la lingua avesse un accento tonale piuttosto che un effettivo sistema di toni.

### Primo coreano moderno e coreano moderno
La divisione del paese avvenuta nel 1948 ha causato evoluzioni linguistiche diverse. Nella Corea del Sud la lingua standard si basa nella pronuncia e nell'ortografia sul dialetto della capitale Seul, nella Corea del Nord la lingua standard è il dialetto di Pyongyang.  Nel lessico della Corea del Sud sono entrati numerosi prestiti dall'inglese americano, mentre la Corea del Nord ha adottato vocaboli russi e tenta di esprimere concetti nuovi tramite la derivazione di neologismi che siano "coreani puri", pertanto i rifugiati del Nord apprendono a fatica nella fase iniziale molte parole inglesi a loro sconosciute. La Corea del Nord criminalizza l'uso della lingua del Sud, e i media sudcoreani dipingono spesso la lingua del Nord come aliena e disagevole.
Le differenze esistenti tra i dialetti coreani sono invece marginali, tanto che vengono capiti da tutti i coreani (eccezion fatta per il dialetto parlato sull'isola di Jeju, talvolta considerato dai linguisti un idioma a sé).

## Fonologia

### Vocali
| Hangeul | IPA                       | RR  | MR  | Descrizione |
| ------- | ------------------------- | --- | --- | --- |
| ㅏ      | /a/                       | a   | a   | A di aereo. |
| ㅑ      | /ja/                      | ya  | ya  | IA di piatto. |
| ㅓ      | /ʌ/                       | eo  | ŏ   | O di orso, con le labbra non arrotondate (o "distese" o "rilassate") e aperta (cioè con la bocca più spalancata, con il dorso della lingua molto più distante dal palato rispetto alla tipica /o/). Siccome la vocale è messa in piedi come la ㅏ, si può riprodurre il suono in maniera rudimentale pronunciando la "o" tenendo la bocca spalancata come la "a". Tuttavia la /a/ è vocale centrale, mentre il suono che si cerca di riprodurre è posteriore. |
| ㅕ      | /jʌ/                      | yeo | yŏ  | IO di fiore, con le labbra non arrotondate, aperta. |
| ㅗ      | /o/                       | o   | o   | O di orso chiusa (e quindi con il dorso della lingua vicino al palato) e "procheila", cioè con le labbra arrotondate. |
| ㅛ      | /jo/                      | yo  | yo  | IO di fiore, chiusa e con le labbra arrotondate. |
| ㅜ      | /u/                       | u   | u   | U di Ungheria chiusa, con le labbra arrotondate. La lettera è ribaltata rispetto alla /o/ perché il suono /u/ è più chiuso: per pronunciare la /u/, in generale il dorso della lingua si deve avvicinare di più al palato. |
| ㅠ      | /ju/                      | yu  | yu  | IU di più chiusa, con le labbra arrotondate. |
| ㅔ      | /e/ (da /ʌi̯/)             | e   | ë   | E di estate, chiusa. |
| ㅖ      | /je/                      | ye  | ye  | IE di ateniese, chiusa. |
| ㅐ      | /ɛ/ (da ai̯/)              | ae  | ae  | E di tengo, aperta (cioè con la bocca più spalancata, con la punta della lingua molto più distante dal palato rispetto a /e/). |
| ㅒ      | /jɛ/                      | yae | yae | IE di fieno, aperta. |
| ㅣ      | /i/                       | i   | i   | I di inno, con la punta della lingua molto vicina al palato perché è una vocale chiusa. |
| ㅡ      | /ɯ/                       | eu  | ŭ   | U di Ungheria, con le labbra che stavolta sono non arrotondate e il dorso della lingua estremamente vicino alla zona tondeggiante e rigida del palato. Nel pronunciare il suono, le due arcate dentarie di solito sono tenute vicine. |
| ㅢ      | /ɯi̯/                      | ui  | ŭi  | UI di quinto, sempre con labbra distese, lingua vicinissima al palato e, di solito, una leggera accentazione sulla "i". Quest'ultima in IPA ha un trattino in basso per disambiguare che fa parte di un dittongo o trittongo. /ɰ/ invece è la versione semivocalica di /ɯ/, esattamente come /w/- per /u/ e /j/- per /i/. |
| ㅘ      | /wa/                      | wa  | wa  | UA di guardare. |
| ㅝ      | /wʌ/                      | wo  | wo  | UO di uomo, con la "o" non arrotondata e aperta. |
| ㅞ      | /we/                      | we  | we  | UE di quello, con la "e" chiusa. |
| ㅙ      | /wɛ/                      | wae | wae | UE di guerra, con la "e" aperta. |
| ㅟ      | /wi/ oppure /y/ (da /ui̯/) | wi  | wi  | UI di guidare. Pochi parlanti la pronunciano /y/, cioè "I" di inno con le labbra arrotondate. |
| ㅚ      | /we/ oppure /ø/ (da oi̯)   | we  | oe  | UE di quello, con la "e" chiusa. Pochi parlanti la pronunciano /ø/, cioè "E" di estate con le labbra arrotondate. |

#### Allungamento vocalico
In coreano esiste un allungamento vocalico, tale per cui in alcune sillabe (sia in isolamento che dentro alcuni vocaboli) si pronunciano con la vocale leggermente lunga invece che breve. Questo fenomeno è presente sia in vocaboli sino-coreani che coreani nativi, ma non è presente nei prestiti in Konglish. L'allungamento vocalico si sarebbe formato dai rimasugli del sistema tonale del coreano medio, caduto grossomodo quando il tardo coreano medio stava volgendo al termine e stava lasciando lo spazio al primo coreano moderno. Viene segnalato nei dizionari con due punti dopo la sillaba in hangeul avente la vocale lunga o con un tratto orizzontale sopra la sillaba scritta in hangeul. L'allungamento vocalico può aiutare a riconoscere una sillaba rispetto a un'altra omofona. Per esempio, 일 se pronunciata breve significa sia "sole/giorno" che "uno", ma se pronunciata facoltativamente lunga 일: significa "lavoro".
Gli allungamenti sono presenti in ogni tipo di sillaba (sia chiusa che aperta, cioè senza e con consonanti a fine sillaba). Tuttavia, le consonanti (perlomeno negli hanja più diffusi) non devono essere degli stop senza rilascio udibile di suono (-p, -t, -k), ma possono essere le nasali -m, -n, -ng. Il fatto che due sinogrammi abbiano in comune la chiave di lettura o abbiano una certa intonazione in cinese moderno non vuol dire che condividano l'allungamento vocalico.
L'allungamento vocalico, se usato, segue le seguenti regole:
- cade a fine vocabolo;
- cade prima di un qualunque suffisso (verbale, aggettivale, avverbiale e sillabe sino-coreane usate come suffisso) se la radice ha due o più sillabe. Se è solo una, resta;
- non si possono avere due allungamenti vocalici di fila: se la parola ha, per esempio, tre sillabe e le prime due hanno l'allungamento, nella seconda cade;
- se una sillaba sino-coreana in isolamento avente l'allungamento vocalico si può usare come affisso (prefisso o suffisso), essa perde l'allungamento vocalico.
- se una sillaba avente allungamento si raddoppia, solo la prima lo conserva.

In due hanja diffusi, 점 (點) e 사 (社), ha un comportamento a tratti irregolare: in dei casi in cui può apparire, non appare nel dialetto di Gyeongsang.

### Consonanti
| Hangeul | IPA                                                | RR (iniziale; finale di parola)             | Descrizione |
| ------- | -------------------------------------------------- | ------------------------------------------- | --- |
| ㄱ      | -/ɡ/- e /k/-; -/k̚/                                 | g; -k                                       | G di gancio. Se completamente a inizio parola, è C di cane / K di koala, ma la romanizzazione non varia. Quando è a fine sillaba, indifferentemente dal fatto che questa sillaba sia dentro la parola o anche alla fine, e contemporaneamente è seguita da un'altra consonante (diversa da ㅇ) o da nulla diventa una "consonante senza rilascio di suono". In questo caso, si effettua solo il primo movimento della lingua. Facendo un esempio con "pagare", il dorso della lingua si poggia sulla zona velare senza poi scollarsi. Il suono "a" di "pagare" viene bruscamente interrotto dalla lingua, che ostruisce il passaggio del suono all'interno della bocca. |
| ㄲ      | /k͈/; -/k̚/                                          | kk; -k                                      | CC di tacca / KK di trekking / CCH di pacchetto. La versione doppia/geminata/tensificata di una consonante si scrive raddoppiando il segno accanto al primo e comprimendoli. Tutte le doppie sono sempre sorde. Questa è una delle sole due lettere doppie che può apparire a fine sillaba, divenendo "-k" (quindi una consonante senza rilascio). |
| ㅋ      | /kʰ/-; -/k̚/                                        | k                                           | C di cane / K di koala ma con aspirazione sorda (cioè alla lettera si accompagna uno sbuffo d'aria che la distingue dalla ㄱ). A fine sillaba, come ogni consonante aspirata in tale posizione, diventa una consonante senza rilascio di suono e il punto di stop è sempre in zona velare. |
| ㄴ      | /n/                                                | n                                           | N di nave. Per i suoni nasali e laterali non esiste una grafia doppia/con aspirazione a sé: si scrive infatti la N o M o L o NG seguita poi da una H e non una lettera singola. In Nordcorea, i prestiti cinesi che iniziano per "N-" conservano questo suono sia in grafia sia in scrittura. Di conseguenza, nella produzione scritta sudcoreana o nei vocabolari sudcoreani, la grafia sarà diversa. Nella parlata molto rapida, il gruppo NB a livello fonetico può assimilarsi in /mb/, mentre NG si pronuncia come "ng" di fango. |
| ㄹ      | /l/ e -/ɾ/-                                        | l; -r-                                      | L di leva. Se intervocalica, diventa una R di arare monovibrante e si romanizza "-r". Se questa consonante è doppia, si pronuncia /ll/, non è una "r" polivibrante. I prestiti sino-coreani che iniziavano per "ㄹ-" in Sudcorea sono stati adattati ortograficamente e foneticamente come "N-" (tranne se il prestito, cambiata la grafia, inizierebbe per "Ni-" o "Ny-": in tal caso, in ortografia, è stata eliminata la consonante iniziale). L'ortografia di tali parole in Nordcorea torna ad essere "ㄹ-", pronunciata /ɾ/. Un esempio è "lavoro" - nord: rodong (로동), sud: nodong (노동). |
| ㄷ      | -/d/- e /t/-; -/t̚/                                 | d; -t                                       | D di dado. Se completamente a inizio parola, è T di tana, ma la romanizzazione non varia. Se a fine sillaba, diventa una consonante senza rilascio di suono e il punto di stop è in zona dentale. |
| ㄸ      | /t͈/                                                | tt                                          | TT di atto. Se la parola a inizio frase inizia per TT, a livello fonetico il cluster si pronuncia scempio. |
| ㅌ      | -/dʱ/- e /tʰ/-; -/t̚/                               | t                                           | T di tana, con aspirazione sorda. |
| ㅁ      | /m/                                                | m                                           | M di mano. Nella parlata molto rapida, il cluster NM a livello fonetico può sentirsi "mm" di camminare. |
| ㅂ      | -/b/- e /p/-; -/p̚/                                 | b; -p                                       | B di burro. Se completamente a inizio parola, è P di palla, ma la romanizzazione non varia. A fine sillaba diventa "-p" con punto di stop in zona bilabiale. Questo è l'ultimo dei tre stop presenti in coreano. Bisogna distinguere bene, nella parlata curata, tra stop velare, dentale e bilabiale. Nella parlata molto rapida, il gruppo NB a livello fonetico può assimilarsi in /mb/. |
| ㅃ      | /p͈/                                                | pp                                          | PP di zappare. Vale l'assimilazione anche nel caso NPP. Se la parola a inizio frase inizia con PP, si pronuncia scempio. |
| ㅍ      | -/bʱ/- e /pʰ/-; -/p̚/                               | p                                           | P di pane, con aspirazione sorda. A fine sillaba è "-p" con punto di stop in zona bilabiale. Vale l'assimilazione anche nel caso NP. |
| ㅈ      | -/d͡ʑ/- oppure -/d͡z/-; /t͡ɕ/- oppure /t͡s/-; -/t̚/     | j; -t                                       | G di gelato fortemente palatalizzata, cioè con la punta della lingua spinta più in avanti. In altre parole, è come pronunciare il suono sopracitato con la lingua in posizione di "gn" di gnomo. Se completamente a inizio parola, è C di cena, palatalizzata o meno, ma la romanizzazione non varia. In Nordcorea, si pronuncia come Z di zanzara (/d͡z/ e /t͡s/), sorda o sonora. In altre parole, non viene fortemente palatalizzata. A fine parola diventa "-t" con stop in zona dentale: nonostante la posizione della lingua (con la prima variante di pronuncia) non sia quella di /t/, lo stop avviene con la lingua in questa posizione. Le sillabe "DI" e "DY(+la vocale del dittongo)" scritte come...ㄷ이 e simili (con una risillabazione in mezzo, vedi avanti) si pronunciano /d͡ʑi/ e /d͡ʑj.../ per un fenomeno di palatalizzazione. Nella pronuncia sudcoreana, la N nel cluster NJ può sentirsi assimilata in una "gn" di gnomo. |
| ㅉ      | /t͈͡ɕ͈/ oppure /t͈͡s͈/                                   | jj                                          | CC di acciaio. In Nordcorea è ZZ di razzo, sorda (/t͈͡s͈/). Se la parola a inizio frase inizia con JJ, si pronuncia scempio. Nella pronuncia sudcoreana, vale l'assimilazione anche nel caso NJJ. |
| ㅊ      | -/d͡ʑʱ/- oppure -/d͡zʱ/-; /t͡ɕ-/- oppure /t͡sʰ/-; -/t̚/ | ch; -t                                      | C di cielo, palatalizzata e con aspirazione sorda. In Nordcorea, è Z di zanzara con aspirazione. A fine sillaba è "-t" con stop dentale. Nella pronuncia sudcoreana, vale l'assimilazione anche nel caso NCH Le sillabe "THI" e "THY(+la vocale del dittongo)" scritte come ㅌ이 (ex. 같이) si pronunciano /t͡ɕʰi/ e /t͡ɕʰj.../ per lo stesso fenomeno. |
| ㅅ      | /s/- e -/z/-; /ɕ/i/j- e -/ʑ/i/j-; -/t̚/             | s; -t                                       | S di sole. Davanti alla vocale "i" o ad un qualunque dittongo che inizia per semivocale /j/, è una SC di sciare fortemente palatalizzata, per lo stesso fenomeno. La romanizzazione è comunque sempre e solo una, anche quando la consonante può sentirsi sonora in mezzo alla parola. Ma in Nordcorea la "S" non è colpita da palatizzazione in questo contesto. A fine sillaba, nonostante "s" sia un suono sibilante senza alcun contatto tra organi, diventa "-t" con stop dentale. |
| ㅆ      | /s͈/; /ɕ͈/i/j; -/t̚/                                  | ss; -t                                      | SS di asso, sempre sorda e abbastanza enfatica. Davanti a "i" o dittonghi che iniziano per /j/, è SC di sciare. La romanizzazione non varia e anche la versione doppia è palatalizzata: la punta della lingua va tenuta in una posizione simile a "gn" di gnomo nel pronunciare il suono. In Nordcorea invece la "SS" non è colpita dalla palatalizzazione davanti a /j/. A fine sillaba diventa "-t" con stop dentale. Se è contenuta all'inizio della prima parola della frase, si può pronunciare tensificata. |
| ㅇ      | - - -; -/ŋ/                                        | - - - ; -ng (se succeduta da vocale, "ng-") | Se la sillaba coreana inizia con una vocale, sta ad indicare l'assenza di consonante: non ha quindi alcun valore fonetico e non si trascrive. Se si trova a fine sillaba, indica la NG dell'inglese "king". Quando è ad inizio sillaba, se la sillaba precedente finisce in consonante, questa si sposta al posto di ㅇ, quindi la parola si risillaba e la cadenza resta regolare. Per distinguere suono unico "NG" dalla sequenza "N'G" (due suoni di fila), in romanizzazione si usa un trattino dopo le due lettere nel primo caso (quindi ㅇ NG-). A livello fonetico, indica che la prima in pronuncia finisce in /ŋ/ e l'altra parte direttamente con la vocale. |
| ㅎ      | /h/ oppure /ɦ/; /x/ oppure /ɣ/; /ç/ oppure /ʝ/     | h                                           | H dell'inglese "have". È una fricativa glottidale se seguita da /a, ʌ, ɛ, e/, tuttavia se seguita da /ɯ/ il dorso della lingua è più vicino alla zona velare, quindi l'aspirazione viene plasmata e modellata dalla lingua come /x/; il suono è cioè simile ad una "c" di cane ma senza contatto tra organi. Se poi la vocale che segue è /i/ o /j/, la punta della lingua sarà automaticamente attratta verso gli alveoli, senza toccarli. Quindi il suono si modella come /ç/. Se invece la vocale che segue è /o, u, w/ le labbra, arrotondate, s'avvicinano senza toccarsi, si ha dunque /ɸʷ/. La "w" scritta come apice sta ad indicare che le labbra si protendono in avanti. Se in mezzo a suoni sonori, è normale sentire la "h" sonora: invece di /h, x, ç, ɸʷ/, si può sentire /ɦ, ɣ, ʝ, β/. Quando due coppie di suoni sono interscambiabili, il fenomeno tale per cui non c'è distinzione nel significato si dice "allofonia".     |

#### Luogo e modo di articolazione dei foni
|                       |          | Bilabiale | Alveolare | Post- alveolare | Velare                     | Glottidale |
| --------------------- | -------- | --------- | --------- | --------------- | -------------------------- | ---------- |
| Nasale                | Nasale   | ㅁ /m/    | ㄴ /n/    |                 | ㅇ /ŋ/ (finale di sillaba) |            |
| Occlusiva e Affricata | semplice | ㅂ /p/    | ㄷ /t/    | ㅈ /t͡ɕ/         | ㄱ /k/                     |            |
| Occlusiva e Affricata | tesa     | ㅃ /p͈/    | ㄸ /t͈/    | ㅉ /t͡ɕ͈/         | ㄲ /k͈/                     |            |
| Occlusiva e Affricata | aspirata | ㅍ /pʰ/   | ㅌ /tʰ/   | ㅊ /t͡ɕʰ/        | ㅋ /kʰ/                    |            |
| Fricativa             | semplice |           | ㅅ /s/    |                 |                            | ㅎ /h/     |
| Fricativa             | tesa     |           | ㅆ /s͈/    |                 |                            |            |
| Liquida               | Liquida  |           | ㄹ /l/    |                 |                            |            |

Il simbolo dell'Alfabeto fonetico internazionale (IPA) <◌͈> si può anche usare per denotare le consonanti doppie  /p͈/, /t͈/, /k͈/, /t͡ɕ͈/, /s͈/. Il suo uso ufficiale nelle estensioni dell'alfabeto fonetico internazionale è per l'articolazione "forte", ma si usa nella letteratura per la voce cavernosa o cupa. Le consonanti coreani hanno anche elementi di voce rigida, ma non si sa ancora quanto questo sia tipico delle consonanti cavernose. Esse sono prodotte con una glottide parzialmente ristretta e con una pressione aggiuntiva subglottidale in aggiunta alle pareti tese del tratto vocale, all'abbassamento laringeo, o ad altre espansioni della laringe.

#### Sandhi consonantico
- Risillabazione: se una sillaba finisce per consonante e in quella successiva c'è la consonante senza valore fonetico ㅇ, la consonante nella lettura si trasferisce al posto della consonante muta. In caso di doppia ㅇ, poiché la seconda è senza valore fonetico, la lettura di tutto il cluster sarà sempre /ŋ/ singola. Questa combinazione, per evitare confusione, si romanizza come "ng-" (con il trattino dopo il segno).
- Le consonanti non nasali (M, N, -NG) e non laterali (L/-R-) esclusa la -H vengono tramutate in consonanti senza rilascio di suono quando appaiono a fine sillaba e sono seguite da un'altra consonante (tranne ㅇ, in cui ci si limita a risillabare) o da nulla. In base alla posizione della lingua, esistono tre tipi di stop non allofoni. Essi sono lo stop in zona velare k̚, dentale t̚  (idem con le sibilanti e con "-J") e bilabiale p̚. Dall'esistenza di questi stop senza rilascio, deriva gran parte di tutte le regole di sandhi: questo stop interagisce con la seconda consonante, condizionandola o facendosi in parte condizionare.
- Le consonanti ㄷ/ㅌ, ㅅ/ㅆ e ㅎ di fronte alla vocale "i" o ai dittonghi che iniziano per semivocale "y" vengono palatalizzate. Quando c'è una sequenza di due occlusive dentali avviene solo in caso di risillabazione e non in casi come 디, 띠, 티 (esempio: 같이). Questo mutamento avviene a prescindere che siano in versione aspirata o raddoppiata. Tutte le consonanti aspirate seguite da "I" e "Y" (K, P, CH=T) hanno l'aspirazione colpita da palatalizzazione davanti a quei due suoni e la "S" singola e doppia in Corea del Nord non sono colpite.
- Il raddoppio perfetto avviene quando una consonante a fine sillaba diversa da -H è seguita, in seconda sillaba, da sé stessa. Avviene un raddoppio/geminazione/tensificazione senza che la lingua cambi la posizione nella bocca, come nelle parole ecco, atto, acciaio, tappo, somma, nanna, palla (il suono /rr/ in coreano non esiste). La doppia "ss" ottenibile senza cluster "preconfezionato" ㅆ non esiste perché la prima delle due si riduce ad uno stop dentale. Con l'eccezione delle nasali e laterali, tutti i raddoppi sono sordi; ad esempio, non esiste /bb/ di "abbaiare". Si romanizzano con un trattino in mezzo alle due consonanti (ex. "...k-k...", "p-p", "t-t", ecc.) per non confonderli con i raddoppi preconfezionati nell'alfabeto ("kk", "pp", "tt", come indicato nella traslitterazione in tabella). I raddoppi perfetti derivati dal sandhi sono una ricostruzione artificiale e la grafia in hangeul e romanizzazione non va confusa. La combinazione [-H H-] non esiste. In pronuncia anche 앚다, 앗다 e 았다 sono raddoppi perfetti dal punto di vista fonetico perché i tre stop sono tutti in zona dentale e si legano con la /t/ successiva. I raddoppi preconfezionati ㄲ e ㅆ possono apparire a fine sillaba e, senza ㅇ nella sillaba successiva, danno luogo a raddoppi e mutazioni.
- Quando c'è uno stop a fine sillaba e all'inizio della seconda sillaba c'è la medesima lettera ma raddoppiata, si può pensare come singola: la lettura della tensificazione non cambia. Un altro caso è poi dato da -KK, l'unica lettera doppia occlusiva possibile a fine sillaba: se compare in situazioni di raddoppio perfetto, la lettura del cluster si può pensare in modo semplificato.
- Il raddoppio "misto" avviene se una consonante non nasale, non laterale e diversa da -H è seguita da un'altra della stessa categoria ma non completamente identica. La prima diventa uno stop, mentre la seconda si ritarda come esecuzione a causa dello stop, quindi si tensifica. Quindi avviene il raddoppio, ma con la lingua che cambia posizione dopo lo stop. Lo stop non si può sentire se al secondo membro c'è S- o SS-: l'inizio del suono sibilante, che comunque si raddoppia, annulla il silenzio dello stop. Il cluster [-S(S) S(S)-] è a prescindere misto.
- La sonorizzazione dello stop avviene se uno stop è seguito da una consonante nasale o laterale. Il luogo di articolazione non muta, quindi p̚ diventa /m/, tutte le t̚ diventano /n/, k̚ diventa /ŋ/.
- L'aspirazione avviene se una consonante a fine sillaba è seguita da una H- all'inizio della seconda. Tutti gli stop si trasformano in consonanti aspirate. Se la H- è dopo un suono nasale (-M, -N), nella parlata veloce, colloquiale e meno curata si tende a togliere l'aspirazione. Il gruppo [-L H-] viene nella quasi totalità dei casi semplificato in /ɾ/.
- L'aspirazione posticipata avviene se la prima sillaba finisce in -H e la seconda inizia per una qualunque consonante non nasale e non laterale. La -H pertanto si sublima per diventare tutt'uno con la consonante successiva. In questa regola sono presenti due eccezioni con due cluster: [-H N-] 앟나 che si tensifica in /nn/ e si romanizza "nn" e [-H S-] singola 앟사 che si tensifica in /ss/ e si romanizza "hs". Tutte le altre combinazioni possibili non esistono, incluso [-H aspirata-] e [-H KK-].
- L'assimilazione del cluster [-L N-] rende la pronuncia /ll/, che è la terza geminazione ottenuta da un cluster irregolare.
- In cluster con suono nasale (-NG, -M, -N) seguito da L-, avviene la mutazione di L- in una /n/ (in Nordcorea invece diventa /ɾ/). Ciò avviene sia in cluster già scritti con lettere nasali che con cluster di questo genere ma ottenuti "artificialmente" con la sonorizzazione dello stop: se, dopo lo stop (sonorizzato) c'è [L-] avviene quindi una doppia trasformazione, un doppio sandhi. La romanizzazione segnala il sandhi, quindi L- si trasforma in N-. Dalle coppie [-T L-], [-TH L-] e [-S(S) N-] scaturiscono le ultime geminazioni irregolari, /nn/ ([-TT L-] non esiste perché -KK, romanizzato in "k", è l'unico raddoppio di tipo occlusivo possibile a fine sillaba). Due eccezioni sono il nome della dinastia coreana "Silla", che si pronuncia in questo modo nonostante sia scritta come 신라, e il nome del protagonista maschile del poema per pansori Chunhyangga, che si chiama e pronuncia Yi Mongryong (이몽룡) a prescindere.

#### Cluster doppi a fine sillaba
Nel caso in cui si presentino, ci sono 11 micro-cluster doppi a fine sillaba. Oltre la metà hanno il suono /l/ come primo membro: ㄳ ㅄ ㄵ ㄶ ㄺ ㄽ ㄾ ㅀ ㄼ ㄿ ㄻ . In base a cosa segue, ci sono due possibilità di pronuncia:
- Se sono seguiti da ㅇ allora seguono la regola della risillabazione. Quindi 앖아 si può pensare come 압사 perché si pronuncia come tale.
- Se non sono seguiti da nulla, ㄻ si pronuncia /-m/, la ㅎ al secondo membro cade (quindi ㅀ si pronuncia /-l/ e ㄶ si pronuncia /-n/), anche la ㅅ al secondo membro cade (ㄳ è uno stop in zona velare, ㅄ è uno stop in zona bilabiale e ㄽ è una semplice /l/ come anche ㄿ /l/) e ㄵ si pronuncia /-n/. L'ultimo, ㄾ, si pronuncia /l/.
- Se sono seguiti da una consonante, il secondo membro del micro-cluster è colpito dal sandhi col primo membro della prossima. A sua volta il suono consonantico che si ottiene si può immaginare virtualmente come l'inizio della seconda sillaba. In quanto consonante, è colpito dal sandhi con quello che era il primo membro del micro-cluster. Quindi 않다 si può pensare come 안타 perché si legge come tale. Se il micro-cluster è tra quelli che subiscono la riduzione completa nella regola sopra, tutto il micro-cluster già in partenza si pensa come uno stop che è colpito dal sandhi con l'inizio della seconda sillaba. Se seguiti da nasale, gli stop si sonorizzano; se seguiti da aspirazione, si aspirano; ecc.

Per semplificare, la pronuncia del micro-cluster a fine sillaba se seguito da una consonante diversa da ㅇ o da nulla si elenca in tabella:
| Microcluster che iniziano per occlusiva o /n/- | Microcluster che iniziano per occlusiva o /n/- | Microcluster che iniziano per occlusiva o /n/- | Microcluster che iniziano per occlusiva o /n/- | Microcluster che iniziano per /l/- | Microcluster che iniziano per /l/- | Microcluster che iniziano per /l/- | Microcluster che iniziano per /l/- | Microcluster che iniziano per /l/- | Microcluster che iniziano per /l/- | Microcluster che iniziano per /l/- |
| ㄳ                                             | ㅄ                                             | ㄵ                                             | ㄶ                                             | ㄺ                                 | ㄽ                                 | ㄾ                                 | ㅀ                                 | ㄼ                                 | ㄿ                                 | ㄻ                                 |
| ---------------------------------------------- | ---------------------------------------------- | ---------------------------------------------- | ---------------------------------------------- | ---------------------------------- | ---------------------------------- | ---------------------------------- | ---------------------------------- | ---------------------------------- | ---------------------------------- | ---------------------------------- |
| -k̚                                             | -p̚                                             | -n                                             | -n                                             | -k̚                                 | -l                                 | -l                                 | -l                                 | -p̚                                 | -p̚                                 | -m                                 |

### Adattamento della fonologia straniera
Dall'alfabeto coreano sono esclusi suoni come ad esempio /f/ sordo e /v/ sonoro, ragion per cui nel traslitterare nomi stranieri e prestiti si ripiega su altre lettere dal suono simile e si effettuano degli adattamenti. Per la precisione:
- la /f/ viene sostituita dalla ㅍ aspirata (esempio: 코피 caffè);
- la /v/ viene sostituita dalla ㅂ (esempio: 발렌티나 Valentina);
- la /l/ intervocalica viene preservata con un raddoppio ㄹㄹ (altrimenti nella lettura diventerebbe /ɾ/ monovibrante sonora);
- la /r/ polivibrante geminata intervocalica (ex RR di carro) viene sostituita con una semplice /ɾ/ monovibrante (Esempio: 폭스 테리어 Fox Terrier);
- la "r" inglese senza contatto tra punta della lingua e il palato (/ɹ/ retroflessa sonora) non viene traslitterata se si utilizza come punto di partenza la pronuncia britannica standard (Received Pronunciation/Oxbridge English/Queen English), in cui di fatto tende a non sentirsi in molti contesti (esempio: 서버 server).
- la /ʃ/ (SC di sciare sorda e non palatalizzata) viene creata con la vocale successiva avente il trattino in più (e quindi il suono /j/ in sé) pure se l'effetto finale è molto palatalizzato (esempio: 샴페인 champagne);
- il suono /ɲ/ (GN di gnomo) viene sostituito con ㄴ (esempio: 샴페인 champagne);
- la /k/ sorda a inizio parola o dentro la parola viene preservata con la ㅋ aspirata (altrimenti, all'interno della frase, si sentiranno solo /g/ sonore. Esempio: 코피 caffè);
- la /p/ sorda a inizio parola o al suo interno viene preservata sostituendola con la ㅍ aspirata (altrimenti sarebbe diventata /b/ sonora. Esempio:  페넬로페 Penelope e 코피 caffè);
- la /t͡ʃ/ sorda viene preservata con la traslitterazione ㅊ aspirata, pure se molto palatalizzata (altrimenti c'è il rischio che si pronunci /d͡ʑ/ sonora. Esempio: 찰스 Charles);
- la /t/ sorda viene preservata con la traslitterazione ㅌ aspirata (altrimenti in contesto sonoro rischia di sonorizzarsi in /d/. Esempio: 발렌티나 Valentina);
- la /t͡s/ e /d͡z/ può essere resa con il medesimo suono appena esposto in versione aspirata o meno, pure se è fortemente palatalizzato (e quindi in Sudcorea non suoni esattamente come una /t͡s/ e /d͡z/. Esempio: 잠비아 Zambia, 산타 크루즈 Santa Cruz);
- il cluster "rl" si traslittera "를 ㄹ" (ex. Berlusconi 베를루스코니);
- la /z/ (Z di zero sonora e senza contatto tra punta della lingua e alveoli), tipica ad esempio di alcune lingue mediorientali, si sostituisce con ㅈ sonora (Esempio: 바자르 Bāzār). Gli eventuali allungamenti vocalici presenti nella parola originale non vengono considerati;
- gli eventuali suoni aspirati presenti nella lingua di partenza possono non essere presi in considerazione. Per esempio, "Ghāndi" ha la /d/ sonora con un'aspirazione sonora: il suo nome in sanscrito (गांधी) si pronuncia /ɡaːnd̪ʱi:/ ma in coreano si traslittera 간디.
- molti suoni mediorientali vengono semplificati perché ad esempio i nomi di città sono trasposti attraverso lo spelling semplificato, per esempio quello inglese. Sei di questi suoni sono la /q/, la /tˤ/, la /ðˤ/, la /ħ/, lo stacco glottale /ʔ/ e la 'Ayin /ʕ/, presenti in arabo. Il primo è una C di cane sorda ma pronunciata non con il dorso della lingua sul palato, ma con la radice della lingua a contatto con il palato morbido/velo palatino. Il secondo è una T di tavolo sorda e in più faringalizzata: nel pronunciarla, bisogna avvicinare la radice della lingua alla parete della faringe, come se ci si stesse soffocando con la lingua. Il terzo è una D di that, sonora e interdentale (cioè con la punta posizionata in mezzo alle due arcate dentarie senza che le tocchi) e in più faringalizzata. Il quarto è una aspirazione sorda /h/ faringalizzata e molto gutturale. Il quinto, detto anche "colpo di glottide", è molto simile ad un lieve colpetto di tosse. La 'Ayn infine è la versione sonora di /ħ/. Ebbene, i nomi "Qatar", "Abū Dhabī", "muhammad", "Corano" e "Oman" in pronuncia araba sono /qatˤar/, /ʔabu: ðˤabi:/, /muħɑmmad/,  /qurʔɑ:n/ e /ʕuma:n/ ma si traslitterano 카타르, 아부 다비, 무함마드,꾸란 e 오만, perdendo le faringalizzazioni, gli allungamenti vocalici e il suono interdentale in più diventa occlusivo;
- la /θ/ sorda inglese (T di think interdentale) si può semplificare in /s/ (Esempio: 싱크 탱크 think tank);
- la /ʒ/ francese (G di giorno sonora e senza contatto tra lingua e palato) si sostituisce con ㅈ sonora, un suono simile pure se c'è il contatto tra organi (Esempio: 시라노 데 베르제 락 Cyrano de Bergerac);
- la /ʁ/ francese (R di carro sonora e pronunciata con la radice della lingua vicino all'ugola, fatta vibrare) viene sostituita con la /ɾ/ monovibrante sonora (rivedi esempio precedente);
- la /ʎ/ palatale (GL di aglio) si sostituisce con la semivocale /j/ (Esempio: 바스티유 Bastiglia/Bastille);
- se ci sono cluster consonantici troppo ardui, si spezzettano ricorrendo alla vocale ㅡ (esempio: 카를로 Carlo);
- se c'è un cluster vocalico che in prima posizione coinvolge la semivocale /j/, se la divisione in sillabe permette la fusione allora si usano le vocali aventi un trattino in più (Esempio: 마야 Maya). Se invece non la permette, la /j/ e la seconda vocale si separano (esempio: 마리아 Maria);
- se c'è un cluster consonantico con la /ɾ/ in prima posizione, si usa la ㄹ fatta precedere da una ㅡ nella sillaba precedente, in modo non farla suonare /l/ (esempio: 마르코 Marco);
- se una parola straniera finisce con una consonante, per riempire il buco dato dall'assenza di vocale talvolta si usa la vocale ㅡ (esempio: 핀란드 Finlandia). In quest'ultimo esempio non avviene il sandhi consonantico tra nasali per preservare la pronuncia originale. Lo stesso fenomeno tale per cui salta il sandhi è avvenuto anche in "Valentina". Si tenga poi a mente l'esempio "Santa Cruz", che presenta in fondo la vocale ㅡ, e "Bāzār";
- il suono /x/ sordo viene traslitterato con 흐 (esempio: 바흐 Bach) e la vocale /y/ arrotondata con ㅟ (Esempio: 브뤼셀 Brüxelles);
- si tendono a preferire le vocali chiuse alle controparti aperte nel traslitterare: ㅗ/ㅛ e ㅔ/ㅖ chiuse sono più usate di ㅓ/ㅕ e ㅐ/ㅒ aperte.

## Vocabolario

### Prestiti linguistici
Oltre alle parole "puramente coreane" una buona parte di lessico coreano (dal 40 fino al 60%) consta di prestiti stranieri che sono stati presi nel corso della storia dal cinese. Ragioni per questo numero eccezionalmente alto di parole sino-coreane sono i frequenti contatti che la Corea ha curato nel corso di tutta la sua storia nei confronti della sua "grande sorella" cinese, così come la filosofia del confucianesimo, elevata in Corea al rango di religione di Stato. In epoca moderna sono stati presi prestiti dall'inglese particolarmente in Corea del Sud e adattati alla fonologia coreana. Scomparsi quasi del tutto sono invece i prestiti dal giapponese risalenti al tempo dell'occupazione della Corea. Rari, ma presenti, sono prestiti dal tedesco.

## Scrittura

### Hangeul
La lingua coreana utilizza a partire dal XV secolo una propria scrittura, l'Hangeul (lett. "scrittura del popolo coreano" o, nel significato arcaico, "il grande alfabeto"). La sua creazione risale al 1443, quando il re Sejong il Grande (r. 1418-1450) della dinastia Joseon (1392-1910), insieme ad un gruppo di letterati confuciani del Jiphyeonjeon (lett. "Istituto per la raccolta della virtù", organo poi smantellato dal successivo re Sejo) ideò un sistema di scrittura che aderisse al meglio alla lingua della penisola. Venne così ideato lo Hunmin jeong-eum (in hanja, 訓民正音，lett. "giusti suoni (per) educare il popolo", che avrebbe preso il nome di Hangeul nel 1912). Avrebbe poi subito un periodo di "rodaggio" della durata di tre anni, nei quali ne sarebbe stata saggiata la funzionalità, nonché studiata la recezione da parte del popolo.
L'hangeul non fu il primo sistema di scrittura dei coreani poiché precedentemente erano stati usati gli ideogrammi cinesi, gli hanja. In passato, i burocrati e l'élite nobiliare si distinguevano come status e livello di cultura proprio per la conoscenza della scrittura. Sebbene gli hanja fossero in parte scomodi per scrivere il coreano, quando il re Sejong presentò l'hangeul ci furono delle resistenze da parte dei nobili e dei confuciani perché l'esistenza di un alfabeto dal semplice funzionamento e dalle forme snelle avrebbe potuto allargare la soglia di alfabetizzazione e sveltire le tempistiche di apprendimento della scrittura: l'élite avrebbe quindi perso parte della sua importanza. Per questo motivo l'alfabeto ebbe una circolazione molto più limitata di quella che Sejong aveva in mente. L'élite continuò a preferire gli hanja mentre l'hangeul era utilizzato dalle donne e dai semianalfabeti che non conoscevano gli hanja. In taluni testi antichi gli hanja sono affiancati dall'hangeul scritto in dimensione più piccola per indicare la pronuncia. Questo tipo di utilizzo è analogo al furigana giapponese, che affianca l'hiragana ai kanji.
A partire dalla seconda metà del Novecento la situazione si è rovesciata: l'hangeul è noto a tutti gli alfabetizzati, gli hanja sono poco usati e la grafia che mescola l'alfabeto ai sinogrammi è perlopiù sparita. Alcuni coreani usano gli hanja anche per trascrivere il loro nome in ideogrammi.

### Hanja
La maggior parte degli hanja sono prestiti cinesi, ma i coreani hanno inventato alcuni caratteri autoctoni per descrivere oggetti o entità appartenenti prettamente alla loro cultura. Gli hanja autoctoni si chiamano "gukja", cioè "caratteri nazionali".
Mentre in Corea del Nord gli studenti entrano in contatto con 3000 hanja durante l'istruzione obbligatoria, in Corea del Sud entrano in contatto con 1800 hanja basilari suddivisi tra scuola media e scuola superiore, in base a una lista ufficiale del 1972 aggiornata in modo marginale nel 2000.

### Punteggiatura
La punteggiatura è un'importazione occidentale, e in passato non esisteva: ad esempio, i punti fermi si capivano dalle lettura di intere porzioni di frase e i punti di domanda erano impliciti in presenza delle particelle interrogative. Il coreano utilizza il cerchio  。 in luogo del punto fermo, tuttavia nei quotidiani e siti web coreani spesso si trova anche il punto .  . Quando c'è un elenco o una lista di oggetti, in tutte queste lingue non si usa la virgola tipica ma  、che è la "virgola a goccia". In alternativa alla virgola a goccia, si può usare il punto mediano  ·  . Per citare titoli di libri e opere, in Sudcorea si usano le virgolette " " oppure 『 』, cioè una specie di doppia parentesi quadra vuota all'interno. In Nordcorea invece si usano le virgolette a forma di doppio spuntone dette "guillemet", cioè 《》. La tilde tra due numeri o orari (〜) sta ad indicare un intervallo numerico o temporale. Se a fine parola e dopo una vocale, la allunga per dare alla parola un tono di esclamazione e/o un effetto comico. Esistono gli hanja per rappresentare i numeri, ma si utilizzano le cifre arabe moderne. In cinese invece si usano sia gli hanja che le cifre arabe ma, per evitare falsificazioni (ex. 一 → 十), in ambito economico si utilizza la versione tradizionale e più arcaica dei sinogrammi.

## Grammatica coreana
Il coreano è una lingua agglutinante. Altre peculiarità sono le rigide regole della morfologia verbale e dei suffissi onorifici. Sia il verbo che il sostantivo possono essere marcati morfologicamente all'interno di una frase a seconda degli atti linguistici utilizzati e dal valore topologico. Per i verbi questo si concretizza essenzialmente con prefissi, suffissi e infissi, nei sostantivi con posposizioni.

## Minoranze coreane in altri paesi
Nel territorio della Repubblica popolare cinese è presente una minoranza coreana chiamata Chaoxianzu. Inoltre, il coreano ha lo status di lingua ufficiale minoritaria riconosciuta ed è co-ufficiale nella prefettura autonoma coreana di Yanbian.
Nelle repubbliche dell'Asia centrale già facenti parte dell'Unione Sovietica vive una minoranza coreana denominata Koryeoin (고려인?, 高麗人?) o Goryeosaramdeul (고려사람들?, 高麗사람들?). Altre minoranze di rilievo al di fuori delle due entità statali coreane si trovano in Giappone e negli USA. Anche in Germania sono presenti gruppi rilevanti di coreani. In Argentina vivono 35 000 coreani, ma la comunità coreano-iberoamericana più rilevante è quella presente in Brasile.